# Duello nella giungla
Duello nella giungla (Duel in the Jungle) è un film del 1954 diretto da George Marshall.